# گالوپینگ
گالوپینگ یا پدیدهٔ نوسان هادی، به پدیده‌ای در خطوط انتقال هوایی گفته می‌شود که در آن هادی‌ها دچار ارتعاشی با دامنهٔ بالا و بسامد پایین می‌شوند که در اثر وزش باد رخ می‌دهد. هادی‌ها ممکن است تکی یا باندل پوشیده‌شده از یخ باشند. در طراحی خطوط انتقال هوایی این پدیده نقش مهمی در تعیین فواصل عایقی و بارگذاری برجها دارد.
این پدیده در هنگام وزش بادهای متقاطع نسبت به سطح هادی‌های یخ‌زده رخ می‌دهد. هر چند این پدیده معمولاً در هادی‌های یخ‌زده رخ می‌دهد اما در مواردی هم هنگام وزش بادهای شدید و دائمی  در هادی‌هایی که یخ نزده‌اند مشاهده شده‌است.
گالوپینگ می‌تواند موجب تغییر شدید بار اعمال‌شده بین فازهای برج یا دوطرف برج شود که موجب خمش عمودی یا افقی و اعمال بارهای پیچشی روی برج یا بازوهای آن می‌شود. شدت این بارها در حدی است که می‌تواند موجب تخریب پیچ‌های برج شود. از دیگر آثار این پدیده سائیدگی در بعضی تجهیزات مانند یوک پلیت‌ها و پین‌های مقره‌ها است.
فرکانس این پدیده محدوده‌ای بین ۰٫۱ تا ۱ هرتز دارد و دامنهٔ آن از ±۰٫۱ تا ±۱ برابر شکم (سگ) هر اسپن متغیر است. در خطوط توزیع نیرو این دامنه ممکن است تا ۴ برابر سگ هم برسد.

## حرکت هادی
امواج مکانیکی حاصل از گالوپینگ می‌تواند به صورت ایستا یا متحرک یا ترکیبی از این دو باشد و بین یک تا ده حلقه در اسپن مشاهده می‌شود، ولی معمولاً تعداد حلقه‌ها کم است. دامنهٔ قله-به-قلهٔ امواج در این پدیده غالبا به بزرگی شکم در اسپن (دهانه) هستند و گاهی (مخصوصا در اسپن‌های کوتاه) بزرگ‌تر هم می‌شوند. طبق مشاهدات اگر تعداد حلقه‌ها بیش از ۳ مورد در اسپن باشد، دامنهٔ امواج کوچکتر از شکم اسپن می‌شود.
در گالوپینگ بیشتر حرکت‌های هادی در جهت عمودی هستند اما غالبا یک جزء افقی در امتداد خط نیز مطرح است. جزءهای عمودی و افقی حرکت معمولاً هم‌فاز نیستند و بنابراین یک نقطهٔ روی حلقهٔ مرکزی هادی، یک مدار بیضوی را طی می‌کند.
هنگامی که گالوپینگ با یک حلقه در یک اسپن رخ می‌دهد می‌تواند موجب جابجایی طولی قابل توجه در امتداد خط شود. حرکت‌های در اسپن‌های بلندتر قابل‌توجه‌ترند. حرکت پیچشی (تاب) هادی‌های تکی را به سختی می‌شود از روی زمین تشخیص داد اما تشخیص و اندازه‌گیری آن با استفاده از علائم مناسب امکان‌پذیر می‌گردد.
در هادی‌های تکی، بیشینهٔ دامنه از فرمول زیر بدست می‌آید:
{\displaystyle A_{PK-PK}-80ln{\frac {80f}{50d}}}
که در این فرمول
A دامنهٔ قله به قله بر حسب متر
d قطر هادی‌ها بر حسب متر
f شکم اسپن بدون بار در صفر درجهٔ سانتی‌گراد بر حسب متر
است. اگر هادی از نوع باندل باشد این فرمول با توجه مشاهدات انجام‌شده در صورتی که بیشینهٔ سرعت باد تا ۱۰ متر بر ثانیه باشد چنین شکلی پیدا می‌کند:
{\displaystyle A_{PK-PK}-170ln{\frac {8f}{500d}}}

## آسیب‌ها
گالوپینگ سبب آسیب شدید به خطوط هوایی می‌شود مثلاً در مواردی موجب تخریب بازوهای برج شده‌است یا اتصالات هادی‌ها را در مقره‌های سوزنی شکسته و یراق‌آلات را تخریب کرده‌است. همچنین دیده شده که این پدیده موجب آسیب پین‌ها و جداشدن زنجیر مقره شده‌است. از دیگر عواقب این پدیده می‌توان به پاره‌شدن دمپرها و رهاشدن وزن آن‌ها، شل‌شدن پیچ‌های بازوها و بادبندها و لق‌شدن تیرهای چوبی در زمین اشاره کرد.
گاهی دامنهٔ گالوپینگ در حدی زیاد است که موجب بروز جرقه بین هادی‌ها می‌شود که در نتیجهٔ آن سطح هادی‌ها آسیب می‌بیند. پارگی رشته‌سیم‌ها و نهایتا پارگی کل هادی زمین یا حتی فاز، از دیگر حالت‌های شدید این پدیده‌است.
قطعی‌های ناشی از این پدیده ضمن اینکه موجب از دست رفتن درآمدها می‌شود در بعضی موارد هزینه‌های مربوط به برقراری مجدد سرویس را هم در پی دارد. اینگونه زیان‌ها معمولاً بدتر از زیان‌های مستقیم وارده به خطوط هستند.

## روش‌های حفاظت
سه روش اصلی برای مقاله با گالوپینگ عبارتند از:
- جلوگیری از تشکیل یخ روی هادی‌ها
- دخالت مستقیم در مکانیزمهای گالوپینگ برای جلوگیری از تشکیل آن یا جلوگیری از رسیدن آن به دامنه‌های بالا
- سخت‌گیری در طراحی برای بالا بردن مقاومت خطوط در مقابل گالوپینگ از طریق مواردی چون بالا بردن فاصلهٔ بین فازها و کنترل مود گالوپینگ با استفاده از ارتباط‌های بین فازی.